# 漁夫帽

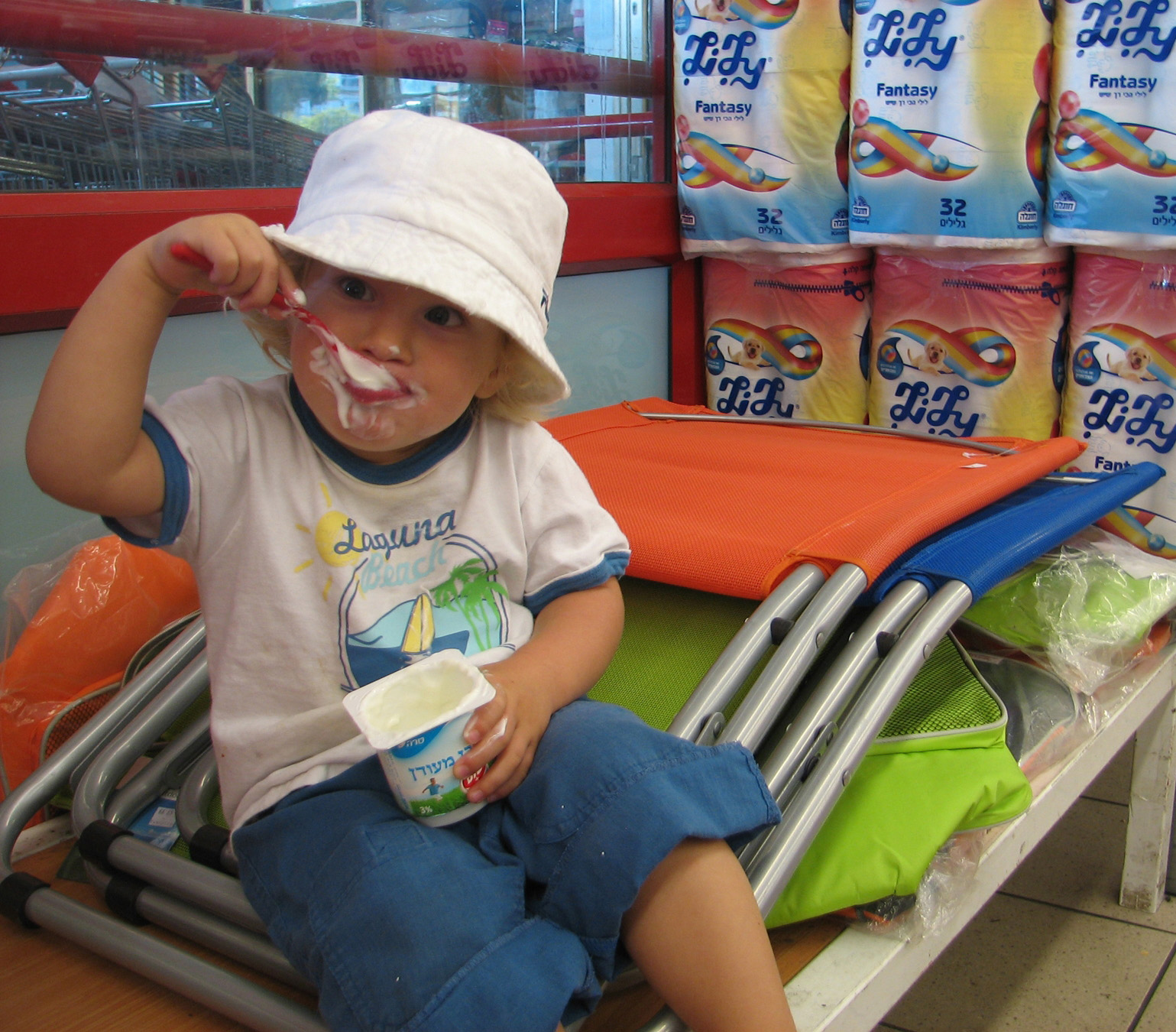
戴漁夫帽男孩

漁夫帽（fisherman's hat, Irish country hat, session hat）是一種重型棉織物（例如牛仔布或帆布）或哈里斯毛料等重型羊毛製成的帽子。英語原為Bucket Hat，應直譯為水桶帽，但近年來這種款式的帽子都被媒體稱為漁夫帽，鮮少有人直譯為水桶帽。漁夫帽邊緣窄而且小，帽子深度較深。漁夫帽出現於1900年，傳統上由愛爾蘭農民和漁民穿戴，二戰後「Irish walking hats」開始流行於其他各國，60年代登上高級時裝項目，而被稱為「session hat」，經常被摩德文化成員所穿著。現代漁夫帽源自越南戰爭期間美國陸軍發給士兵的橄欖綠色的棉製熱帶帽子，這種輕便的帽子在平民中廣泛流行，用於釣魚等運動，以及防曬，在美國海軍這帽子則被稱為「Dixie Cup hat」。

## 特点
漁夫帽不像棒球帽有著突出前緣，而是只有一圈略成梯形的遮陽邊緣。漁夫帽在选材上通常使用較厚的材質，比如滌綸190t。编织方法上选用彈性的織法，外圍包著鋼絲，在兩側可能配有金屬環開孔，讓戴帽的人在炎夏中不至於太悶熱。再配合一個小布袋，人們可以方便折疊放入小袋子中，並方便攜帶。

## 文化
美國大眾文化裡，早期戴漁夫帽最有名的人是蓋里甘。他是美國1960年代電視劇《蓋里甘的島》（Gilligan's Island）中的一個知名角色，終年如一日地戴著漁夫帽出現在鏡頭中。而知名的美國喜劇演員羅德尼·丹菲爾德（en:Rodney Dangerfield）也常笑稱，在他晚年，只要他戴一頂漁夫帽，通常都會得到一碗免費的熱湯（因帽型酷似碗型）。 1998年，美國摇滚乐队激進小子（New Radicals）的主唱葛瑞·亞歷山大的漁夫帽，也幾乎成為他的個人標誌之一。
在以色列，漁夫帽常被稱為傻子帽。早期以色列獨立時期，不少以色列戰士發現他們需要遮陽擋熱的帽子。一開始他們採用了阿拉伯式的頭巾，但後來他們希望能與阿拉伯戰士區分開來，因此將猶太教小帽加大，變成了類似漁夫帽的樣子。以色列話稱此帽為kova tembel。今日以色列部隊依然使用這種帽子（多為草綠色，圖中的以色列士兵就戴著漁夫帽），而且多數以色列人將其視為自由與獨立的重要象徵。